# Казе Нуове (Пезаро и Урбино)
Казе Нуове је насеље у Италији у округу Пезаро и Урбино, региону Марке.
Према процени из 2011. у насељу је живело 120 становника. Насеље се налази на надморској висини од 314 м.